# 流通經濟大學
流通經濟大学

| 教育理念   | 産学協同に基づく空理空論を語らぬ実学主義 優秀な実業人は優秀な教養人でなければならない 少人数教育の充実              |
| 大学設置   | 1965年 |
| 学校種別   | 私立 |
| 設置者     | 学校法人日通学園 |
| 理事長     | 宇田川 靖 |
| 学長       | 野尻俊明 |
| 本部所在地 | 茨城縣龍崎市 |
| 校區       | 龍崎（茨城縣龍崎市） 新松戶（千葉縣松戶市） 付属柏高校（千葉縣柏市）                                                |
| 学部       | 經濟学部 社会学部 流通情報学部 法学部 體育健康科学部                                                                |
| 大学院     | 經濟学研究科（修士・博士後期） 社会学研究科（修士・博士後期） 物流情報学研究科（修士・博士後期） 法学研究科（修士） |
| 網站       | http://www.rku.ac.jp/ （页面存档备份，存于）                                                                        |

流通经济大学（日语：流通経済大学／りゅうつうけいざいだいがく，英文：Ryutsu Keizai University）是日本的一所私立大学。属于学校法人日通学园。除茨城县龙崎市校园以外，2003年在千叶县松户市又设置了新的校园，学生可以在此两校园自由地选择听讲科目。

## 学部
- 經濟學部
- 社会学部
- 流通情报学部
- 法学部
- 留學生別科
- 专攻科

## 留学生所在国排名
2007年5月1日現在
- 留学生总数 … 75名

## 名人
- 片岡安祐美：日本女子硬式棒球代表隊選手

## 关连项目
- 流通经济大学足球部